# زیردریایی یو-۲۷۸
زیردریایی یو-۲۷۸ (به انگلیسی: German submarine U-278) یک زیردریایی بود که طول آن ۶۷٫۱ متر (۲۲۰ فوت ۲ اینچ) بود. این زیردریایی در سال ۱۹۴۳ ساخته شد.